# Matteo Pessina
Matteo Pessina, född 21 april 1997, är en italiensk fotbollsspelare som spelar för Monza, på lån från Atalanta. Han spelar även för Italiens landslag.